# Tipula (Lunatipula) valida
Tipula (Lunatipula) valida is een tweevleugelige uit de familie langpootmuggen (Tipulidae). De soort komt voor in het Nearctisch gebied.